# 二丈岩
二丈岩（にじょういわ、にじょうがん）は、樺太の最南端西能登呂岬の南東の沖合約15キロの、宗谷海峡上にある岩礁。ロシア語名はカーメニ・オパースノスチ（Камень Опасностиカーミェニ・アパースナスチ）で「危険の岩」という意味。カーメニアパースナスチとも表記される。

## 概要
日本統治時代には、留多加郡能登呂村（豊原支庁管内）に所属していた。西能登呂岬の南8海里に存在していて、周辺は航路の難所で多くの船が座礁していた。
宗谷岬からの距離はわずか36kmで、北方領土を日本領として考えた場合、日本の領土から最も近い外国の土地である。（ただし千島列島全体を日本領と考えた場合、カムチャツカ半島のロパトカ岬までの12kmである）
また、1928年に建設された二丈岩灯台がある。なお樺太には日本統治時代の灯台がほかに6基現存している。

## 歴史
- 1826年 - この頃の作と推定される高橋景保の蝦夷図には「ヤイヌイナモシリ」として記載されている[2]。
- 1909年 - 同年発行の『東亜輿地図』では「ヲパスノスチ岩」として記載されている[3]。
- 1928年 - 標灯が設置された。
- 1941年 - この近海でソ連の貨物船が座礁し、乗組員等が救助されている。
- 1943年10月11日 - この近海でアメリカ海軍の潜水艦ワフーが撃沈されている。
- 1945年8月 - 留萌沖で樺太からの引き揚げ船（小笠原丸、泰東丸、第二号新興丸）に対し無差別攻撃（雷撃及び砲撃）したソ連軍のL-19がこの近海で沈没している（三船殉難事件）。

当該地域の領有権に関する詳細は樺太#領土問題を、現状についてはサハリン州を参照。